# Drama (Yes)
Drama è il decimo album in studio del gruppo di rock progressivo inglese Yes.

## Storia
È uno dei cinque album in studio realizzati dagli Yes senza il cantante Jon Anderson, che aveva abbandonato il gruppo all'inizio del 1980, insieme al tastierista Rick Wakeman. I membri restanti (il chitarrista Steve Howe, il bassista Chris Squire e il batterista Alan White) diedero vita a una nuova formazione accogliendo Trevor Horn e Geoffrey Downes, che erano diventati famosi proprio quell'anno con il nome Buggles con il singolo Video Killed the Radio Star e il successivo album The Age of Plastic. Questa formazione durò solo per il tempo necessario a realizzare il nuovo album e a promuoverlo in tour; poco dopo Horn abbandonò per dedicarsi alla sua attività di produttore, e gli Yes si sciolsero fino al 1983 con il ritorno di Anderson e l'album di successo 90125.
Drama fu registrato nella primavera del 1980 e pubblicato in agosto; il disco è caratterizzato da uno stile che si allontana dai canoni del rock progressivo e del rock sinfonico degli Yes classici, avvicinandosi alla new wave. Il risultato fu che la band si guadagnò una nuova cerchia di ammiratori (i cosiddetti "panthers", con riferimento alle pantere nere che appaiono in copertina).
Il disco fu prodotto da Eddie Offord. Fu poi rimasterizzato e ripubblicato nel 2004 con numerose tracce extra.

## Copertina
Per la copertina e le illustrazioni il gruppo fece nuovamente ricorso a Roger Dean, autore dell'artwork di gran parte degli album precedenti.

## Accoglienza
L'album raggiunse la seconda posizione nelle classifiche inglesi (ma il pubblico statunitense fu più tiepido). Anche il tour che seguì alla pubblicazione dell'album vide una grande affluenza di pubblico.

## Tracce
Tutti i brani sono di Geoff Downes/Trevor Horn/Steve Howe/Chris Squire/Alan White, eccetto dove indicato diversamente.
1. Machine Messiah - 10:27
2. Man in a White Car - 1:21
3. Does It Really Happen? - 6:35
4. Into the Lens - 8:33
5. Run Through the Light - 4:43
6. Tempus Fugit - 5:15

Tracce bonus presenti nell'edizione 'Expanded And Remastered' (2004):
1. Into The Lens (I Am A Camera) (Single Version) - 03:47
2. Run Through The Light (Single Version) - 04:31
3. Have We Really Got To Go Through This (Steve Howe/Chris Squire/Alan White) - 03:43
4. Song No. 4 (Satellite) (Steve Howe/Chris Squire/Alan White) - 07:31
5. Tempus Fugit (Tracking Session) - 05:39
6. White Car (Tracking Session) - 01:11
7. Dancing Through The Light (Jon Anderson/Steve Howe/Chris Squire/Rick Wakeman/Alan White) - 03:16
8. Golden Age (Jon Anderson/Steve Howe/Chris Squire/Rick Wakeman/Alan White) - 05:57
9. In The Tower (Jon Anderson/Steve Howe/Chris Squire/Rick Wakeman/Alan White) - 02:54
10. Friend Of A Friend (Jon Anderson/Steve Howe/Chris Squire/Rick Wakeman/Alan White) - 03:38

## Formazione
- Trevor Horn: voce, basso in Run Through the Light
- Chris Squire: basso, seconde voci, piano in Run Through the Light
- Steve Howe: chitarre (Gibson The Les Paul - brano 1, Gibson The Les Paul Gold Top - brano 3, Fender Steel & Telecaster - Brano 4, Martin Mandolin e Gibson The Les Paul - brano 5, Fender Stratocaster - brano 6; seconde voci
- Geoff Downes: tastiere, vocoder
- Alan White: batteria, seconde voci